# Chlumec nad Cidlinou
Chlumec nad Cidlinou (niem. Chlumetz an der Zidlina) − miasto w Czechach, w kraju hradeckim. Według danych z 31 grudnia 2016 powierzchnia miasta wynosiła 2 143 ha, a liczba jego mieszkańców 5 381 osób.

## Demografia
| Rok             | 1970  | 1980  | 1991  | 2001  | 2003  |
| --------------- | ----- | ----- | ----- | ----- | ----- |
| Liczba ludności | 5 199 | 5 346 | 5 327 | 5 252 | 5 292 |

Źródło: Czeski Urząd Statystyczny

## Zabytki
Karlova Koruna – barokowy pałac z lat 1721–1723. Pałac spłonął w 1943, a został odbudowany w 1968 roku. W parku, który otacza pałac znajduje się barokowa kaplica NMP z 1740 r. Obecnie pałac pełni funkcję muzeum i jest dostępny dla zwiedzających od kwietnia do października.

## Linki zewnętrzne

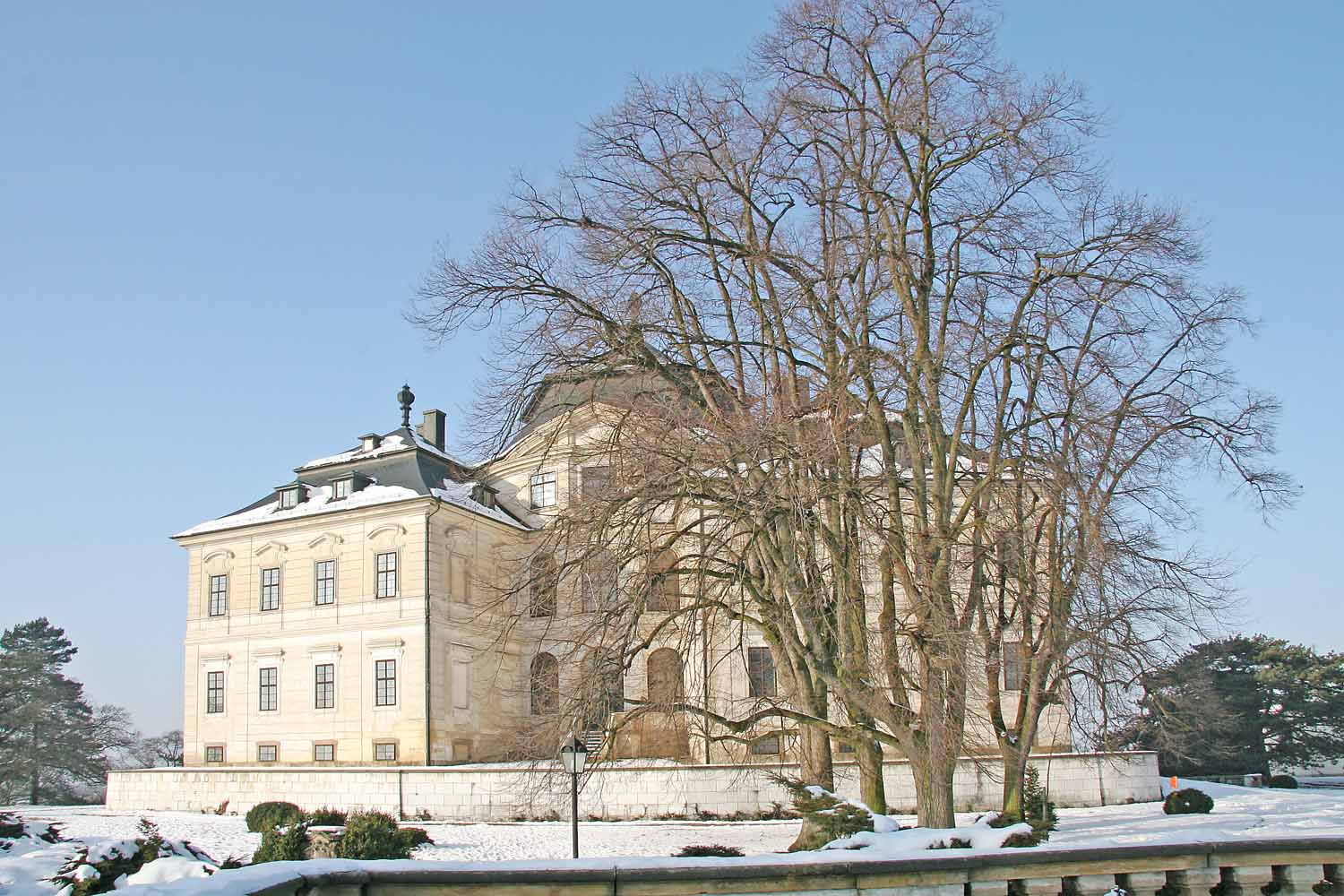
Barokowy zamek Karlova koruna